# Nyssia zonalpina
Nyssia zonalpina là một loài bướm đêm trong họ Geometridae.